# 奥出直人
奥出 直人（おくで なおひと、1954年 - ）は、日本の文化人類学者。慶應義塾大学大学院メディアデザイン研究科教授。専門は認知脳科学、デザイン思考。

## 来歴・人物
兵庫県出身。1972年慶應義塾高等学校卒業。1978年慶應義塾大学文学部社会学科卒業。1981年同大学院社会学研究科修士課程修了。1986年ジョージ・ワシントン大学大学院アメリカ研究学科博士課程修了。
埼玉大学・筑波大学・日本女子大学講師を経て、1990年慶大環境情報学部助教授、1998年教授。2008年大学院メディアデザイン研究科教授。

## 著書

### 単著
- 『アメリカンホームの文化史 生活・私有・消費のメカニズム』（住まいの図書館出版局、1988年）
- 『物書きがコンピュータに出会うとき 思考のためのマシン』（河出書房新社、1990年）
- 『トランスナショナル・アメリカ 「豊かさ」の文化史』（岩波書店、1991年）
- 『思考のエンジン』（青土社、1991年）
- 『アメリカン・ポップ・エステティクス 「スマートさ」の文化史』（青土社、2002年）
- 『会議力』（平凡社新書、2003年）
- 『デザイン思考の道具箱 イノベーションを生む会社のつくり方』（早川書房、2007年）
- 『デザイン思考と経営戦略』（NTT出版、2012年）

### 共著
- 『「デザイン言語」 感覚と論理を結ぶ思考法』（慶應義塾大学出版会、2002年）
- 『デザイン言語2.0 インタラクションの思考法』（慶應義塾大学出版会、2006年）

### 翻訳
- ジョージ・ウィリアム・ダンホフ『夢の秘法 セノイの夢理論とユートピア』（冨山太佳夫共訳、岩波書店、1991年）
- ジョン・サッカラ『モダニズム以降のデザイン ものの実体を超えて』（桝山寛・藤原えりみ共訳、鹿島出版会、1991年）